# Pinacopodius meruensis
Pinacopodius meruensis är en skalbaggsart som beskrevs av Jan Krikken 1982. Pinacopodius meruensis ingår i släktet Pinacopodius och familjen bladhorningar. Inga underarter finns listade i Catalogue of Life.